# 鐵林
鐵林（1788年—？)，字履生，号荔岩，佟佳氏（存疑），满洲正白旗人。嘉庆辛酉举人，辛未进士，清朝官员。

## 生平
与铁林同时代的文人记载：“铁林，满洲人，号荔岩。戊申生，癸酉进士（实际为辛未年）。官刑部主事兼国史编修。住西单牌楼锦拾街武定侯胡同。”

## 家庭
根据奉恩将军宗室遐齡《醉梦录》（光绪十一年刻本）卷一云: “余外祖铁林公，翰林院侍讲，筑室于西山之阳而家焉，时赛鹤汀相国（尚阿）有广西之役，请公出山为參戎幕，而公辞焉……”
《愛新覺羅宗谱》第16册丁四8362頁记载：奉恩将军宗室遐齡之母为佟佳氏，贊禮郎阿明阿之女。很有可能阿明阿是铁林之子，而佟佳氏则为铁林之孙女，需进一步考证。